# 아일랜드어 위키백과

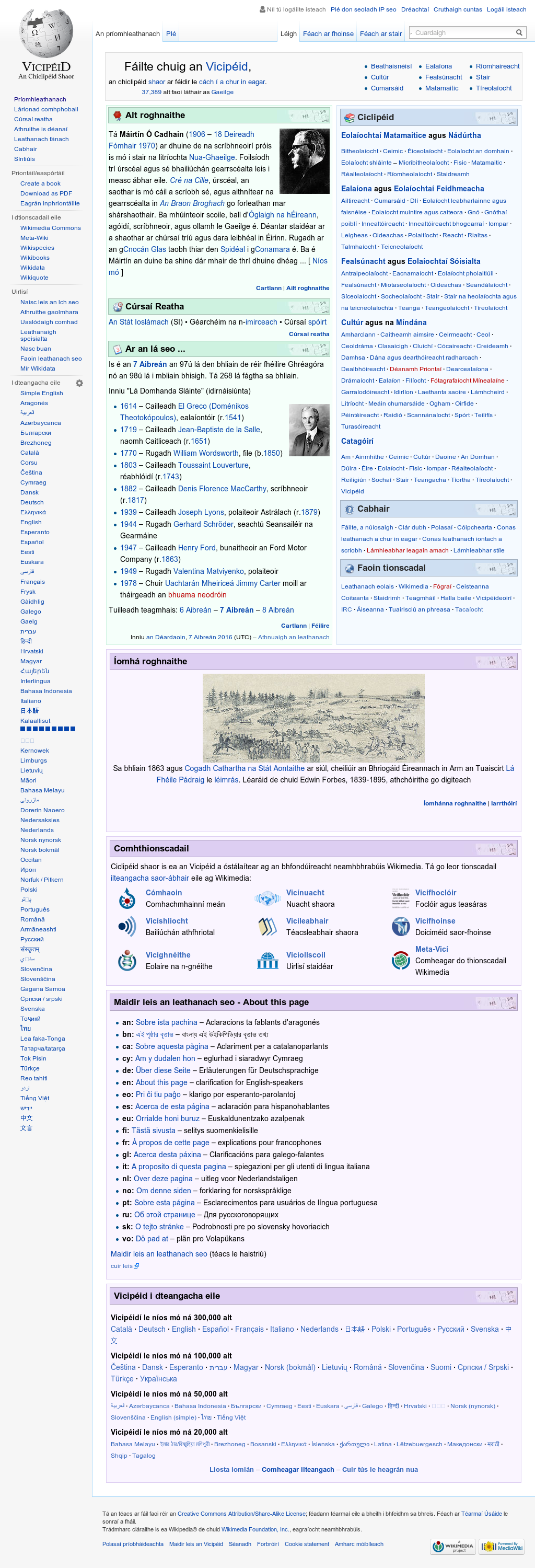

아일랜드어 위키백과는 아일랜드어 버전의 위키백과이다. 2003년 10월에 설립되었다. 2014년 3월 18일자 기준으로 문서 수는 29,347개이다. 위키백과 전체를 통틀어서 규모가 86번째로 크다. 기호는 ga이다.

## 같이 보기
- 웨일스어 위키백과